# Haman-gun
Haman-gun es un condado en el sur de la provincia de Gyeongsang del Sur, Corea del Sur. El gobierno local está sentado en Gaya-eup. El magistrado del condado es Seok Gyu Jin.
A comienzos era común, Amán era el asiento del Ara Gaya, de la Confederación Gaya. Muchas reliquias de esa época aún se conservan en el condado. Tras la caída de Gaya, Amán fue absorbido en Silla como Asirang-gun; en 757 su nombre fue cambiado a Haman-gun, que lleva hoy en día.

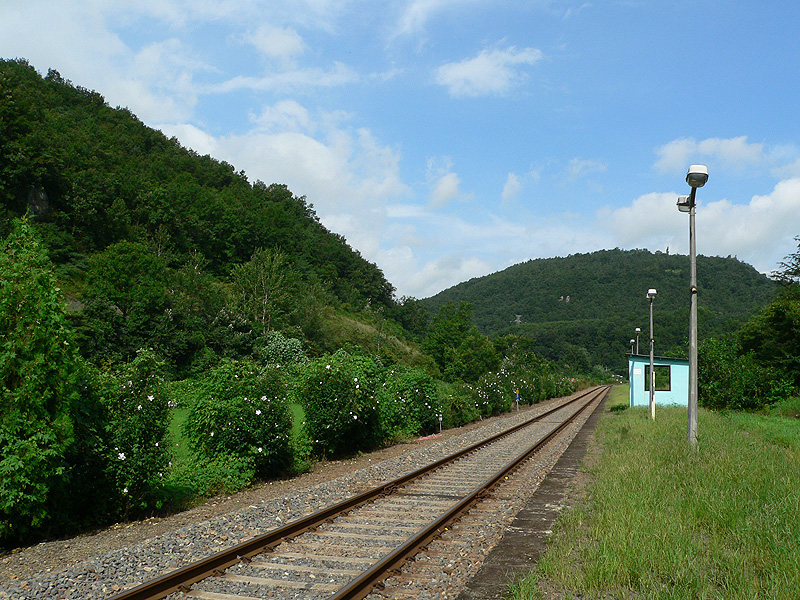
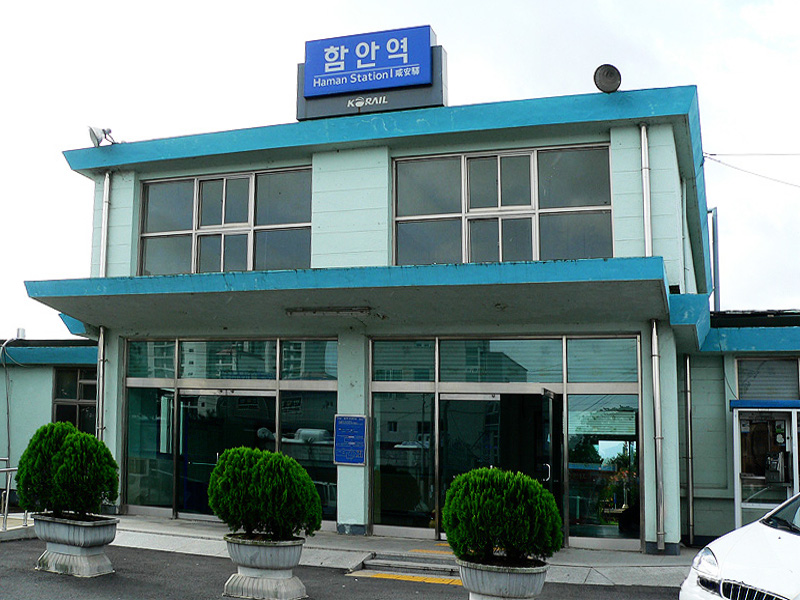
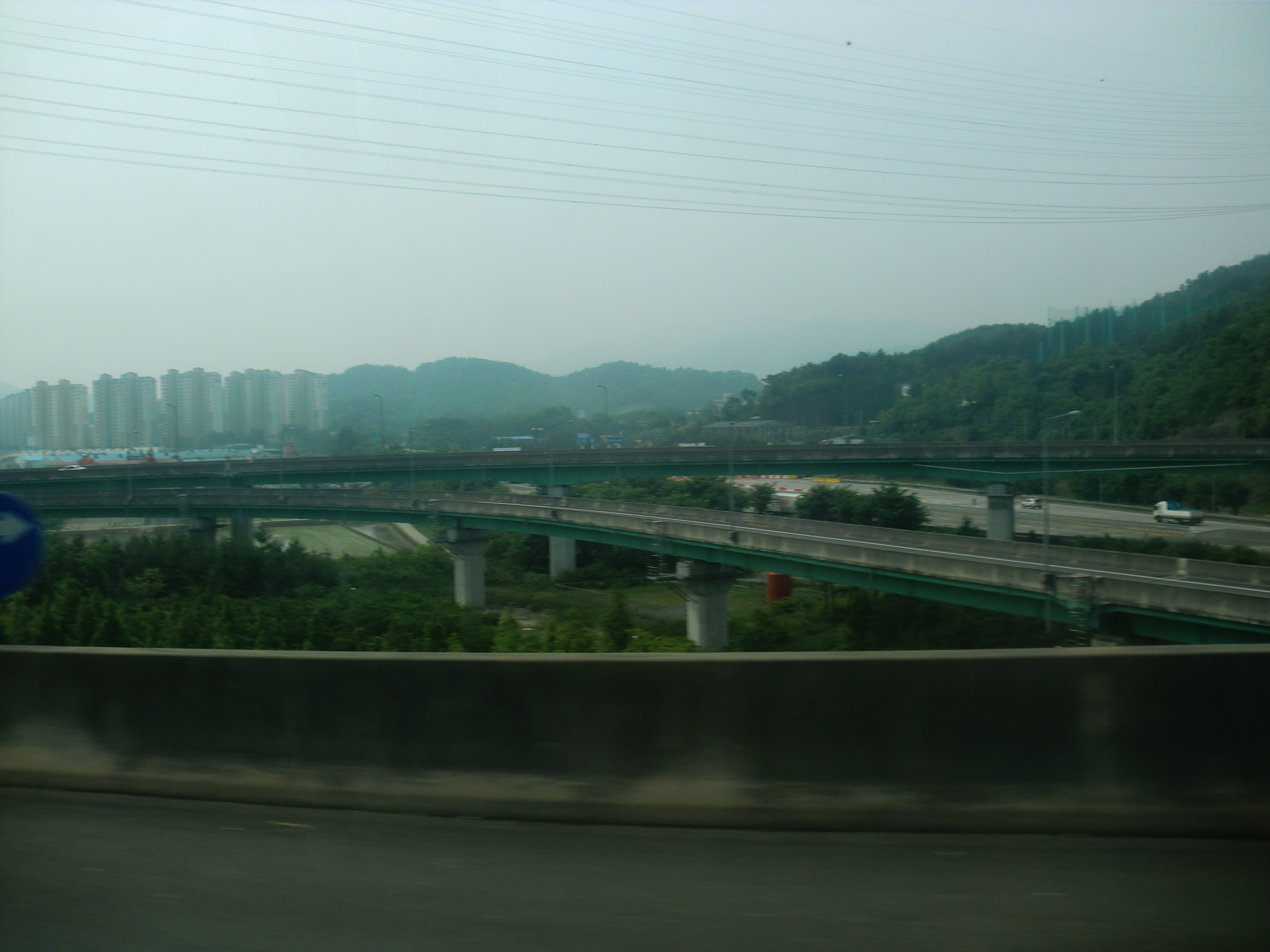

## Divisiones administrativas
Haman-gun se divide en 9 myeon y un eup.
- Gaya-eup
- Beopsu-myeon
- Chirbuk-myeon
- Chilseo-myeon
- Chirwon-myeon
- Daesan-myeon
- Gunbuk-myeon
- Haman-myeon
- Sanin-myeon
- Yeohang-myeon